# Hilara cornicula
Hilara cornicula är en tvåvingeart som beskrevs av Friedrich Hermann Loew 1873. Hilara cornicula ingår i släktet Hilara och familjen dansflugor. Arten är reproducerande i Sverige. Inga underarter finns listade i Catalogue of Life.